# Andningsfrekvens
Andningsfrekvens eller respiratorisk frekvens är antalet andetag per minut. Andningsfrekvensen mäts, om det är möjligt, i vila, genom att räkna gångerna som bröstet höjer sig. En andningsfrekvens över 25 i vila kallas takypné, och under 12 som bradypné. Andningsfrekvens är en viktig indikator som ingår i vitalparametrarna som vanligt vis kontrolleras rutinmässigt vid kontakt med sjukvården. 
En frisk, vuxen person andas mellan 12 och 20 gånger i minuten (eupné). Nyfödda kan ha en andningsfrekvens på uppåt 60, men frekvensen sjunker sedan med åldern.